# Benzonia (Michigan)
Benzonia – wieś w Stanach Zjednoczonych, w stanie Michigan, w hrabstwie Benzie.